# Pekelingan
Pekelingan is een bestuurslaag in het regentschap Gresik van de provincie Oost-Java, Indonesië. Pekelingan telt 2018 inwoners (volkstelling 2010).